# Pro Retina Deutschland

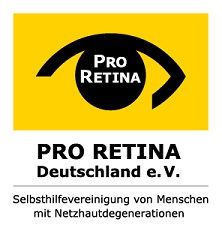
Logo der PRO RETINA Deutschland e. V.

PRO RETINA Deutschland e. V. ist eine Selbsthilfevereinigung von Menschen mit Netzhautdegenerationen. Sie wurde 1977 als Deutsche Retinitis Pigmentosa Vereinigung e. V. (DRPV) von RP-Betroffenen mit der Absicht gegründet, sich selbst durch die Förderung der medizinischen Forschung und den Erfahrungsaustausch bei der Bewältigung der durch die Sehbehinderung entstehenden Probleme zu helfen.
Die wichtigsten Ziele des Vereins sind:
- Förderung der Erforschung von Netzhautdegenerationen mit dem Ziel der Therapiefindung,
- Information, Beratung und praktische Hilfen für Betroffene und Angehörige,
- Aufklärung der Öffentlichkeit über die Folgen von Netzhautdegenerationen und
- Einflussnahme auf staatliche und private Institutionen zur Unterstützung der Belange von Betroffenen und Forschung.

Pro Retina Deutschland hat nach eigenen Angaben über 7000 Mitglieder. Die überwiegend ehrenamtliche Arbeit der Vereinigung wird vom Vorstand, einer Delegiertenversammlung, mehreren Fachbereichen und ihnen zugeordneten Arbeitskreisen und Regionalgruppen sowie einer Geschäftsstelle geleistet.
Der gemeinnützige Verein hat eine Stiftung zur Forschungsförderung errichtet.

## Personenkreis
Im Verein engagieren sich Menschen mit u. a. folgenden Netzhauterkrankungen:
- Altersabhängige Makuladegeneration (AMD)
- Atrophia gyrata[2]
- Bardet-Biedl-Syndrom (BBS)
- Chorioideremie[3]
- Kearns-Sayre-Syndrom[4]
- Lebersche Kongenitale Amaurose (RPE65/LCA)
- Lebersche Optikusatrophie (LHON)
- Makuladegeneration
- Makuläre Teleangiektasien (MacTel)
- Myopie und Makuladegeneration[5]
- Morbus Best
- Morbus Stargardt
- Refsum-Syndrom
- Retinitis pigmentosa (RP)
- Retinopathia centralis serosa
- Usher-Syndrom
- Zapfendystrophie
- Zapfen-Stäbchen-Dystrophie

Netzhautdegenerationen sind Erkrankungen der Netzhaut (Retina), also desjenigen Teils des Auges, der die Photorezeptoren enthält. Die Ursachen sind häufig in genetischen Veränderungen zu finden und/oder sind altersabhängig. Die Auswirkungen sind je nach Krankheitsart sehr unterschiedlich. Für Retinitis Pigmentosa und Makuladegeneration gibt es auf der PRO-RETINA-Homepage eine Simulation, mit deren Hilfe man sich einen Eindruck darüber verschaffen kann, was und wie ein Betroffener sieht.

## Forschungsförderung

### Stiftung zur Verhütung von Blindheit
Zur Forschungsförderung wurde 1996 die PRO RETINA-Stiftung zur Verhütung von Blindheit ins Leben gerufen, deren Erträge ausschließlich der Forschungsförderung zugutekommen. Im Jahre 2007 wurde sie als juristisch eigenständige Stiftung errichtet. Ihre Schwerpunkte sind  die Ursachen- und Therapieforschung bei Netzhautdegenerationen. Instrumente der Forschungsförderung sind insbesondere:
- Stiftungsprofessuren,[9]
- Promotionsstipendien und
- Forschungspreise.

Ein konkretes Ergebnis der Forschungsförderung ist der Ret-Chip zur Diagnostik erblicher Netzhauterkrankungen.
Bei der Auswahl, Begleitung und Bewertung von Forschungsprojekten berät der Wissenschaftliche und Medizinische Beirat (WMB). Ihm gehören namhafte Wissenschaftler aus den verschiedensten Disziplinen an.

### Patientenregister für Netzhauterkrankungen
Um Betroffenen von Netzhautdegenerationen die Teilnahme an klinischen Studien zu erleichtern und dadurch gleichzeitig aktiv die Forschung zu fördern, hat der Verein ein Patientenregister eingerichtet. Betroffene können sich kostenlos in das PRO RETINA-Patientenregister eintragen lassen. Kommen sie für eine Studienteilnahme in Frage, werden sie von PRO RETINA darünber informiert.  

## Hilfe zur Selbsthilfe
Die in der Pro Retina Deutschland organisierten Betroffenen und ihre Angehörigen helfen sich gegenseitig durch den Austausch über soziale, berufliche, praktische und private Fragen. Die Idee ist Hilfe zur Selbsthilfe. Die Selbsthilfevereinigung hat für alle relevanten Themenbereiche Ansprechpartner und Arbeitskreise, die Beratung und Hilfe anbieten.
- Jugendgruppe (von 16 bis 30)
- Arbeitskreis Eltern – für Eltern betroffener Kinder
- Arbeitskreis Soziales
- Arbeitskreis Psychologische Beratung
- Rechtliche Beratung für Mitglieder
- Diagnosespezifische Arbeitskreise
- Arbeitskreis Hilfsmittel
- Arbeitskreis Mobilität
- Patiententelefon

In den Städten Bonn, Ahaus, Augsburg Berlin, Düsseldorf, Freiburg, Göttingen, Köln, Mainz, Münster, Rostock, Sulzbach, Trier und Tübingen werden in Zusammenarbeit mit den örtlichen Kliniken PRO RETINA-Sprechstunden abgehalten.
In medizinischen Fragen berät der Arbeitskreis Klinische Fragen (AKF),  der die aktuellen medizinischen Behandlungsmöglichkeiten erläutert,  Empfehlungen erarbeitet und Patientenfragen beantwortet.

## Öffentlichkeitsarbeit und Interessenvertretung
Die Öffentlichkeit wird über Netzhautdegenerationen und deren Auswirkungen für die Betroffenen aufgeklärt. Dazu werden Patientensymposien und Vorträge veranstaltet. Es gibt Informationsbroschüren, Zeitschriften und Mailinglisten zu:
- Stand der Forschung (Broschüre und Newsletter)
- verschiedenen Netzhautdegenerationen
- sozialen Fragen
- Hilfsmitteln
- Barrierefreiheit
- die vierteljährlich erscheinende Mitgliederzeitschrift "Retina aktuell"[19]
- diverse  themenspezifische Mailinglisten für die Verbreitung aktueller Informationen.

Durch die Mitarbeit in kommunalen Einrichtungen und politischen Gremien werden Erleichterungen wie kontrastreiches Design in öffentlichen Räumen und verbesserter Zugang zu Informationen angestrebt.

## Mitgliedschaften
Der Verein ist Mitglied in zahlreichen Organisationen, die sich mit Blindheit, Sehbehinderung, Selbsthilfe und verwandten Themen befassen,  und beteiligt sich an deren Arbeit. Zu diesen Organisationen zählen:
- Allianz Chronischer Seltener Erkrankungen (ACHSE)
- AMD Alliance International[20]
- AMD-Netz[21]
- Bundesarbeitsgemeinschaft Selbsthilfe (BAG Selbsthilfe)
- Bundeskompetenzzentrum Barrierefreiheit[22]
- Deutscher Blinden- und Sehbehindertenverband (DBSV)[23]
- Deutscher Paritätischer Wohlfahrtsverband (DPWV)
- der Gemeinsame Fachausschuss für die Belange Sehbehinderter (FBS)[24]
- Retina International[25]